# Eois sanguilinea
Eois sanguilinea är en fjärilsart som beskrevs av W. Warren 1895. Eois sanguilinea ingår i släktet Eois och familjen mätare. Inga underarter finns listade i Catalogue of Life.